# Challenger Internazionale Dell'Insubria 2008
Il Challenger Internazionale Dell'Insubria 2008 è stato un torneo di tennis facente parte della categoria ATP Challenger Series nell'ambito dell'ATP Challenger Series 2008. Il torneo si è giocato a Chiasso in Svizzera dal 14 al 20 aprile 2008 su campi in terra rossa e aveva un montepremi di $35 000+H.

## Vincitori

### Singolare
Younes El Aynaoui ha battuto in finale  Alberto Martín con il punteggio di 7–6(2) 6–3

### Doppio
Mariano Hoodi /  Alberto Martín hanno battuto in finale  Fabio Colangeloi /  Marco Crugnola con il punteggio di 4–6 7–6(4) [11-9]